# Chiclana de Segura (kommunhuvudort)
Chiclana de Segura är en kommunhuvudort i Spanien.   Den ligger i provinsen Provincia de Jaén och regionen Andalusien, i den centrala delen av landet, 240 km söder om huvudstaden Madrid. Chiclana de Segura ligger 863 meter över havet och antalet invånare är 1 238.
Terrängen runt Chiclana de Segura är platt åt nordost, men åt sydväst är den kuperad. Chiclana de Segura ligger uppe på en höjd. Runt Chiclana de Segura är det ganska glesbefolkat, med 32 invånare per kvadratkilometer. Närmaste större samhälle är Campiña, 11,6 km sydost om Chiclana de Segura. Omgivningarna runt Chiclana de Segura är i huvudsak ett öppet busklandskap.